# Sadia Esporte Clube
Sadia Esporte Clube, ou Sadia EC, foi um clube de vôlei feminino brasileiro criado em 1988 em São Paulo.
O time, que foi o primeiro do Brasil a ser gerenciado por uma empresa, deu grande impulso a essa modalidade esportiva no país.  Foi por iniciativa da diretoria do clube que foi realizado, no Brasil, o primeiro torneio mundial de interclubes da categoria em 1991.

## Títulos

### Internacionais
- Mundial de Clubes: 1991

### Nacionais
- Liga Nacional de Voleibol Feminino: 1988-89, 1989-90 e 1990-91

### Estaduais
- Campeonato Paulista: 1988, 1989 e 1990